# Albessard
Joseph Albessard est un ingénieur aéronautique français créateur d'une aile dite autostable, système qui rend pratiquement impossible la mise en vrille d'un avion ou le décrochage.

## La voilure autostable

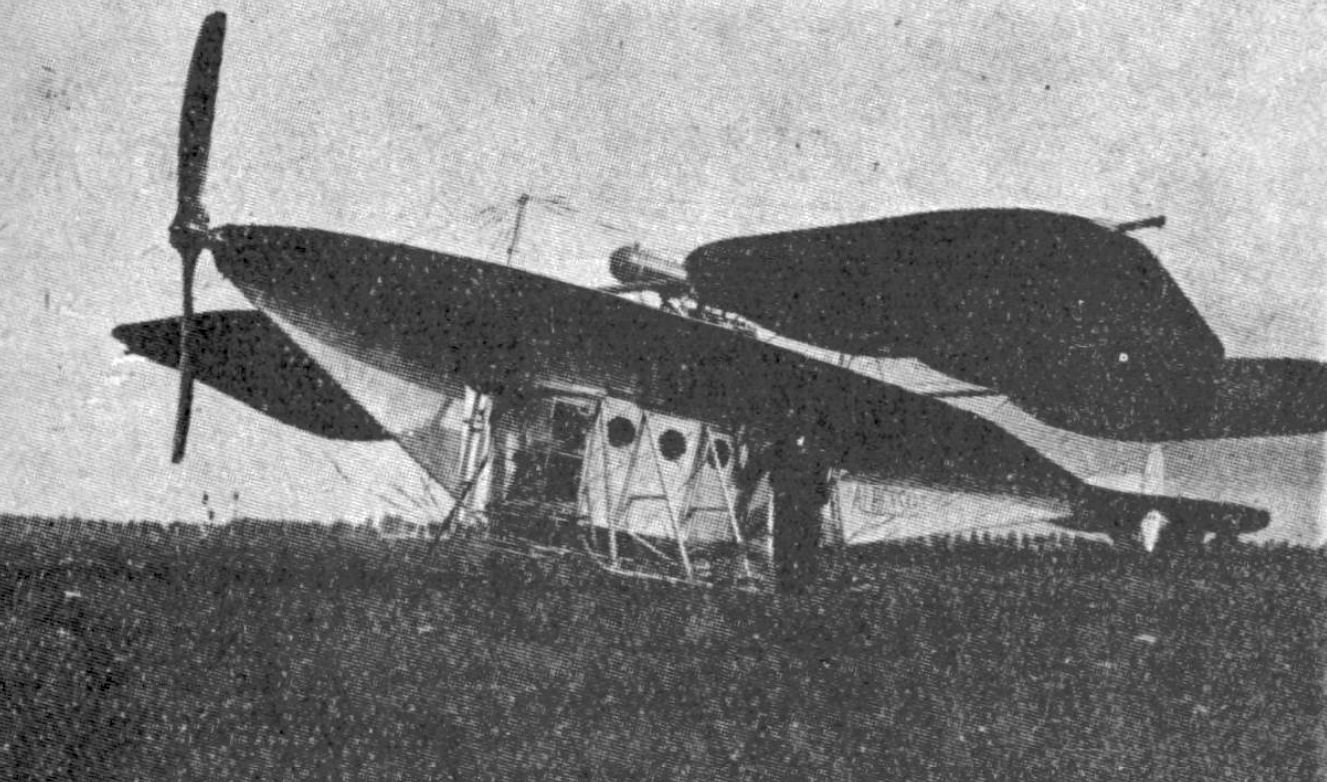
Albessard La Balancelle

Dès les débuts de l’aviation un des gros problèmes rencontrés a été celui de la perte de vitesse et des effets en découlant : décrochage, vrille, …, vitesse élevée au décollage comme à l’atterrissage. Dès 1910 un ingénieur français, Joseph Albessard développa une idée : en multipliant les points d’appui dans l’air on améliorait confort et sécurité. Il effectua de nombreux essais avec des modèles réduits entraînés par un moteur caoutchouc, tentant de répartir l’aile autour du fuselage. Un premier appareil, La Balancelle, fut construit en 1913 et effectua son premier vol aux mains de Jules Védrines. Un second appareil, baptisé Aérobus, volait au-dessus de Vidamée en mars 1914. Ces deux appareils étaient parfaitement stables et, en cas de panne moteur, se posaient bien à plat après un court vol plané.
Interrompus en 1914, les travaux reprirent en 1916 pour aboutir à la définition de la formule idéale : deux ailes séparées en tandem, le plan arrière se situant à mi-chemin entre le moteur et la queue, avec une surface neutre au centre du plan avant pour optimiser le rendement du plan médian. Ce fractionnement en trois parties de la surface portante donna son nom à la formule : Triavion. 
Par manque de moyens financiers les recherches furent suspendues pendant 6 ans, mais en 1924 une maquette du nouvel appareil put être testée aux Laboratoires Eiffel. Combinant une stabilité exceptionnelle et des performances aérodynamiques comparables à celles des avions ordinaires, la formule semblait viable et un biplace de tourisme fut mis en chantier.

## L'Albessard Triavion

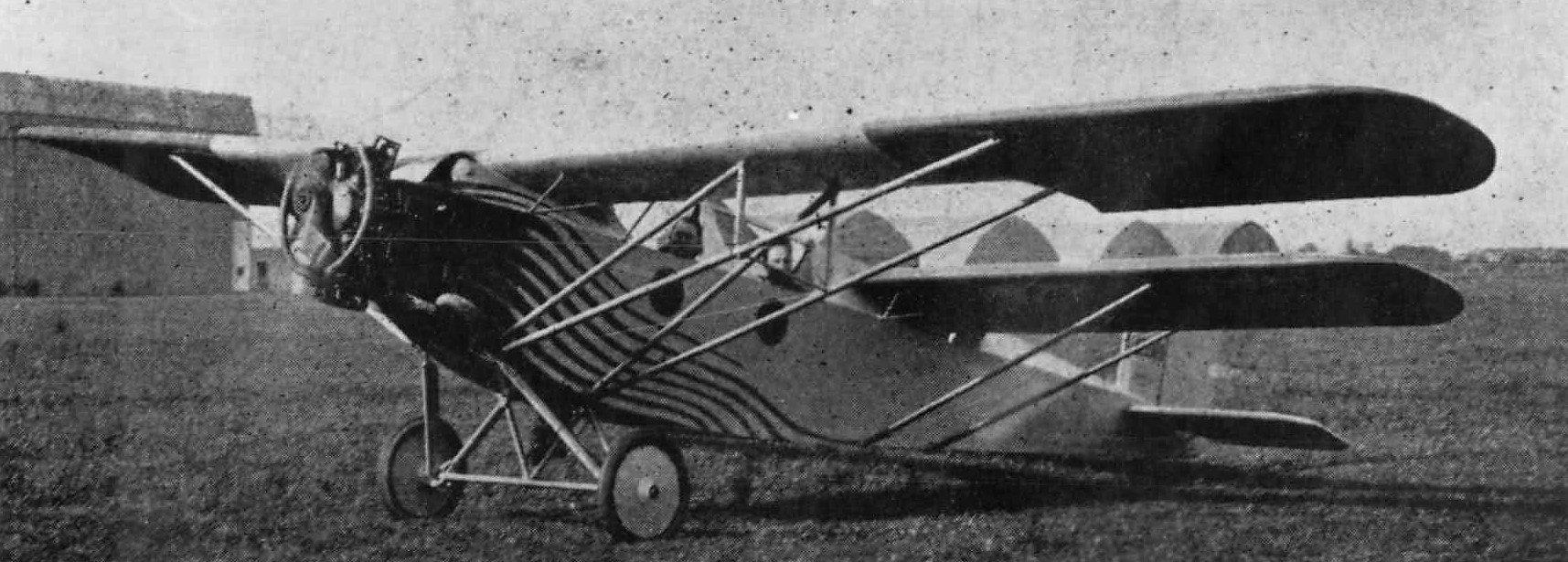
Albessard Triavion

L'Albessard Triavion N° 1 fut achevé en août 1926 et prit l’air peu après. Le célèbre pilote Lucien Bossoutrot dira de cet avion: « Cet appareil vole cabré et au ralenti, sans glisser ni sur l'aile ni sur la queue ; aucun autre de nos engins actuels n'est capable d'en faire autant. »
Après quelques modifications et sans le moindre soutien financier Joseph Albessard soumit son prototype aux essais officiels et obtint sans difficulté le certificat de navigabilité 1718 le 3 octobre 1927. Les lettres [F-AIKE] furent alors attribuées à l’appareil, qui fut confié en 1928 à un autre grand pilote, Maurice Drouhin. Ses conclusions sont les suivantes :
« Le triavion peut être conduit uniquement au moyen de la commande des gaz. Il cabre et monte lorsqu'on accélère le régime du moteur. Pour toute charge, il existe une certaine vitesse permettant de lâcher les gouvernes. Nul coup de vent n'engage dans aucun sens l'appareil, qui s'écarte simplement de sa position d'équilibre, pour y revenir lentement. Si on réduit les gaz tout en faisant cabrer l'avion, celui-ci répond, mais ne dépasse pas un certain angle, à partir duquel il s'enfonce sans présenter de tendance à amorcer une vrille. La vitesse horizontale minimum en palier est de 45 kilomètres ; l'allure maximum, 235.
En résumé, le triavion obéit bien aux commandes, mais atténue de façon très nette les conséquences de fautes de pilotage, habituellement fatales dans le voisinage de la perte de vitesse. L'atterrissage est remarquablement lent. »
Remis à nouveau aux services officiels en vue de son achat par l’État, un pilote engagea l’appareil en piqué volontaire plein gaz et le plaquage des ailes creva durant la ressource. Le pilote fit un atterrissage forcé et s’en tira sans une égratignure, ce qui tendait à prouver la valeur de la formule, et le prototype fut reconstruit avant livraison au ministère de l’Air en 1929. Dans le cadre de la politique des prototypes prônée par Albert Caquot la Commission des Avions Nouveaux a ensuite passé commande de deux Triavion n° 2, qui devaient être construits avec la collaboration de Louis Peyret. Mais l'affaire n'eut pas de suites.
La société Triavions Autostables Albessard fut créée pour la commercialisation de l'appareil. Installée 31 rue du Laos à Paris elle proposait le Triavion n°2 (triplace 95/100 ch Renault à ailes repliables) au prix de 98 000 Francs.